# Rooney's Sad Case
Rooney's Sad Case (o Rooney's Pipe Dream) è un cortometraggio muto del 1915 diretto e interpretato da Sidney Drew.

## Produzione
Il film fu prodotto dalla Vitagraph Company of America.

## Distribuzione
Distribuito dalla General Film Company, il film - un cortometraggio in una bobina - uscì nelle sale cinematografiche statunitensi il 10 dicembre 1915. La Favorite Films ne distribuì una riedizione il 27 maggio 1918.